# Mallodon linsleyi
Mallodon linsleyi är en skalbaggsart som beskrevs av Lúcia Maria de Campos Fragoso och Monné 1995. Mallodon linsleyi ingår i släktet Mallodon och familjen långhorningar. Inga underarter finns listade i Catalogue of Life.